# Fabian Ware
Fabian Arthur Goulstone Ware, né le 17 juin 1869 à Clifton et décédé le 29 avril 1949 à Amberley (Gloucestershire), était un major général de l'armée britannique et fondateur de l’Imperial War Graves Commission, aujourd'hui appelée Commonwealth War Graves Commission.

## Décorations
- Ordre de l'Empire britannique à titre militaire
- Ordre du Bain
- Ordre de Saint-Michel et Saint-Georges
- Chevalier commandeur de l'ordre royal de Victoria
- Grand officier de la Légion d'honneur
- Croix de guerre 1914–1918
- Commandeur de l'ordre de la Couronne